# Seznam památných stromů v okrese Karlovy Vary
Toto je seznam památných stromů v okrese Karlovy Vary, v němž jsou uvedeny památné stromy na území okresu Karlovy Vary.
| Název                         | Obrázek                                                                   | Umístění                                                   | Druh                                          | Obvod [v cm] | Kód wikidata      | Galerie                                                         | Poznámka |
| ----------------------------- | ------------------------------------------------------------------------- | ---------------------------------------------------------- | --------------------------------------------- | --- | ----------------- | --------------------------------------------------------------- | --- |
| Alvínina lípa                 | Alvínina lípa                                                             | Andělská Hora 50°12′3″ s. š., 12°57′26″ v. d.              | lípa malolistá                                | 515 | 105450 Q18193451  | Kategorie „Alvínina lípa“ na Wikimedia Commons                  | Alvínina lípa se nachází na louce nedaleko Andělské Hory, která se nachází u silnice Karlovy Vary – Praha. Blízko lípy je trojboký kostel Nejsvětější Trojice. Lípa je tvořena třemi kmeny – nejmohutnější z nich má obvod 527 cm a výše se ještě větví jakoby byla koruna před lety rozštěpena na více částí. Druhý kmen má obvod 263 cm a odklání se směrem od mohutnějšího kmene. Nejmladší kmínek má obvod asi jen 50 cm a v budoucnu zřejmě doplní tvar celého stromu. U lípy se nachází nově opravená studánka a železný křížek. |
| Andělské lípy                 | Andělské lípy                                                             | Andělská Hora 50°12′2″ s. š., 12°57′28″ v. d.              | lípa malolistá (6)                            | & Chyba ve výrazu: Neočekávaný operátor / Chyba ve výrazu: Neočekávaný operátor / Chyba ve výrazu: Neočekávaný operátor / Chyba ve výrazu: Neočekávaný operátor / Chyba ve výrazu: Neočekávaný operátor / Chyba ve výrazu: Neočekávaný operátor / Chyba ve výrazu: Neočekávaný operátor / Chyba ve výrazu: Neočekávaný operátor / Chyba ve výrazu: Neočekávaný operátor / Chyba ve výrazu: Neočekávaný operátor / Chyba ve výrazu: Neočekávaný operátor / Chyba ve výrazu: Neočekávaný operátor / Chyba ve výrazu: Neočekávaný operátor / Chyba ve výrazu: Neočekávaný operátor / Chyba ve výrazu: Neočekávaný operátor / -1.0000-0 | 105442 Q18193455  | Kategorie „Andělské lípy“ na Wikimedia Commons                  | 6 památných stromů roste v zahradě kostela Nejsvětější trojice. |
| Antonín                       | Antonín                                                                   | Karlovy Vary 50°13′39″ s. š., 12°52′40″ v. d.              | jírovec maďal                                 | 448 | 106192 Q35548672  | Kategorie „Antonín (památný strom)“ na Wikimedia Commons        | Ve Dvořákových sadech. |
| Buky nad Bečovem              | Buky nad Bečovem                                                          | Bečov nad Teplou 50°4′56″ s. š., 12°50′38″ v. d.           | buk lesní (2)                                 | 570 | 102519 Q17295707  | Kategorie „Buk v Bečově nad Teplou“ na Wikimedia Commons        | V obci proti čp. 407 a čp. 368. Z jednoho ze dvou stromů byla sejmuta ochrana – zrušovací rozhodnutí ale nebylo doručeno. |
| Dub u hudební školy           |                                                                           | Bečov nad Teplou 50°4′58″ s. š., 12°50′13″ v. d.           | dub letní                                     | 285 | 102534 Q17295711  | Kategorie „Dub u hudební školy“ na Wikimedia Commons            | |
| Lípy u fary v Bečově          | Lípy u fary v Bečově                                                      | Bečov nad Teplou 50°5′0″ s. š., 12°50′26″ v. d.            | lípa velkolistá (3) lípa malolistá (1)        | & Chyba ve výrazu: Neočekávaný operátor / Chyba ve výrazu: Neočekávaný operátor / Chyba ve výrazu: Neočekávaný operátor / Chyba ve výrazu: Neočekávaný operátor / Chyba ve výrazu: Neočekávaný operátor / Chyba ve výrazu: Neočekávaný operátor / Chyba ve výrazu: Neočekávaný operátor / Chyba ve výrazu: Neočekávaný operátor / Chyba ve výrazu: Neočekávaný operátor / Chyba ve výrazu: Neočekávaný operátor / Chyba ve výrazu: Neočekávaný operátor / Chyba ve výrazu: Neočekávaný operátor / Chyba ve výrazu: Neočekávaný operátor / Chyba ve výrazu: Neočekávaný operátor / Chyba ve výrazu: Neočekávaný operátor / -1.0000-0 | 102530 Q17295713  | Kategorie „Lípy u fary (Bečov nad Teplou)“ na Wikimedia Commons | V obci u fary, v roce 2007 zrušena ochrana jedné ze čtyřech lip. |
| Jakobovy lípy                 |                                                                           | Bochov 50°8′42″ s. š., 13°1′56″ v. d.                      | lípa malolistá (5)                            | & Chyba ve výrazu: Neočekávaný operátor / Chyba ve výrazu: Neočekávaný operátor / Chyba ve výrazu: Neočekávaný operátor / Chyba ve výrazu: Neočekávaný operátor / Chyba ve výrazu: Neočekávaný operátor / Chyba ve výrazu: Neočekávaný operátor / Chyba ve výrazu: Neočekávaný operátor / Chyba ve výrazu: Neočekávaný operátor / Chyba ve výrazu: Neočekávaný operátor / Chyba ve výrazu: Neočekávaný operátor / Chyba ve výrazu: Neočekávaný operátor / Chyba ve výrazu: Neočekávaný operátor / Chyba ve výrazu: Neočekávaný operátor / Chyba ve výrazu: Neočekávaný operátor / Chyba ve výrazu: Neočekávaný operátor / -1.0000-0 | 102493 Q12022255  | Kategorie „Jakobovy lípy“ na Wikimedia Commons                  | 5 památných lip roste západně od obce, kolem kostelíku sv. Jakoba. Lípy mají obvody kmenů od 366 do 542 cm. |
| Klen na hřbitově              | Klen na hřbitově                                                          | Bochov 50°8′56″ s. š., 13°2′46″ v. d.                      | javor klen                                    | 380 | 105997 Q19825861  | Kategorie „Klen na hřbitově“ na Wikimedia Commons               | Na místním hřbitově u vchodu. |
| Blažejská lípa                | Blažejská lípa u zříceniny kostela sv. Blažeje nedaleko od obce Branišov. | Branišov 49°59′50″ s. š., 13°1′5″ v. d.                    | lípa velkolistá                               | 445 | 102540 Q26161506  | Kategorie „Blažejská lípa“ na Wikimedia Commons                 | V obci u ruiny kostela sv. Blažeje. |
| Branišovský dub               | Dub na návsi v obci Branišov.                                             | Branišov 49°59′36″ s. š., 13°0′18″ v. d.                   | dub letní                                     | 365 | 104680 Q26161502  | Kategorie „Branišovský dub“ na Wikimedia Commons                | V centru obce na návsi. |
| Jabloň u Českého Chloumku     | Jabloň u Českého Chloumku                                                 | Český Chloumek 50°7′6″ s. š., 12°56′4″ v. d.               | jabloň domácí                                 | 226 | 106395 Q106764287 | Kategorie „Jabloň u Českého Chloumku“ na Wikimedia Commons      | Na severozápadním svahu Chloumeckého kopce |
| Dub u kaple                   | Dub u kaple v Číhané                                                      | Číhaná u Javorné 50°7′25″ s. š., 12°59′2″ v. d.            | dub letní                                     | 294 | 102494 Q26787695  | Kategorie „Dub u kaple v Číhané“ na Wikimedia Commons           | Dub letní roste v obci u kaple. |
| Dalovické lípy                | Dalovické lípy                                                            | Dalovice 50°14′46″ s. š., 12°53′35″ v. d.                  | lípa malolistá (2)                            | 461 385 | 104925 Q18511317  | Kategorie „Dalovické lípy“ na Wikimedia Commons                 | Dvě památné lípy v obci v centru zámeckého parku. |
| Körnerův dub                  | Körnerův dub                                                              | Dalovice 50°14′49″ s. š., 12°53′40″ v. d.                  | dub letní                                     | 887 | 102543 Q12032174  | Kategorie „Körnerův dub“ na Wikimedia Commons                   | V parku u zámku v Dalovicích. |
| Duby u tvrze                  | Duby u tvrze                                                              | Dalovice 50°14′54″ s. š., 12°53′40″ v. d.                  | dub letní (3)                                 | & Chyba ve výrazu: Neočekávaný operátor / Chyba ve výrazu: Neočekávaný operátor / Chyba ve výrazu: Neočekávaný operátor / Chyba ve výrazu: Neočekávaný operátor / Chyba ve výrazu: Neočekávaný operátor / Chyba ve výrazu: Neočekávaný operátor / Chyba ve výrazu: Neočekávaný operátor / Chyba ve výrazu: Neočekávaný operátor / Chyba ve výrazu: Neočekávaný operátor / Chyba ve výrazu: Neočekávaný operátor / Chyba ve výrazu: Neočekávaný operátor / Chyba ve výrazu: Neočekávaný operátor / Chyba ve výrazu: Neočekávaný operátor / Chyba ve výrazu: Neočekávaný operátor / Chyba ve výrazu: Neočekávaný operátor / -1.0000-0 | 104604 Q18511328  | Kategorie „Duby u tvrze“ na Wikimedia Commons                   | Tři stromy rostou v obci u středověké tvrze. |
| Zámecký dub                   | Zámecký dub                                                               | Dalovice 50°14′48″ s. š., 12°53′35″ v. d.                  | dub letní                                     | 439 | 104927 Q18511460  | Kategorie „Zámecký dub“ na Wikimedia Commons                    | V obci v parku nedaleko zámku. |
| Damický kaštanovník           | Damický kaštanovník                                                       | Damice 50°19′45″ s. š., 13°0′43″ v. d.                     | kaštanovník setý                              | 489 | 102495 Q11774139  | Kategorie „Damický kaštanovník“ na Wikimedia Commons            | V obci za zahradami. |
| Dub Moudrosti                 |                                                                           | Drahovice 50°13′59″ s. š., 12°53′17″ v. d.                 | dub letní                                     | 462 | 102505 Q16990291  | Kategorie „Dub Moudrosti“ na Wikimedia Commons                  | V obci v areálu školy. |
| Dub na Staré Kysibelské †     |                                                                           | Drahovice                                                  | dub zimní                                     | & Chyba ve výrazu: Neočekávaný operátor / Chyba ve výrazu: Neočekávaný operátor / Chyba ve výrazu: Neočekávaný operátor / Chyba ve výrazu: Neočekávaný operátor / Chyba ve výrazu: Neočekávaný operátor / Chyba ve výrazu: Neočekávaný operátor / Chyba ve výrazu: Neočekávaný operátor / Chyba ve výrazu: Neočekávaný operátor / Chyba ve výrazu: Neočekávaný operátor / Chyba ve výrazu: Neočekávaný operátor / Chyba ve výrazu: Neočekávaný operátor / Chyba ve výrazu: Neočekávaný operátor / Chyba ve výrazu: Neočekávaný operátor / Chyba ve výrazu: Neočekávaný operátor / Chyba ve výrazu: Neočekávaný operátor / -1.0000-0 | 104487            |                                                                 | Pod základní školou J. A. Komenského. Status památného stromu zrušen k 19. srpnu 1998. |
| Mozartův dub                  |                                                                           | Drahovice 50°14′1″ s. š., 12°52′59″ v. d.                  | dub letní                                     | 346 | 104926 Q16990296  | Kategorie „Mozartův dub“ na Wikimedia Commons                   | V městské části Drahovice v parku poblíž příjezdové komunikace. |
| Buk u Harta                   | Buk u Harta                                                               | Drahovice 50°13′53″ s. š., 12°54′5″ v. d.                  | buk lesní                                     | 475 | 102536 Q23766319  | Kategorie „Buk u Harta“ na Wikimedia Commons                    | Za hřbitovem u cesty k hájence lázeňských lesů, v zahrádkářské kolonii. |
| Dub pod rozvodnou             | Dub pod rozvodnou                                                         | Drahovice 50°14′17″ s. š., 12°53′11″ v. d.                 | dub letní                                     | 327 | 102512 Q23766321  | Kategorie „Dub pod rozvodnou“ na Wikimedia Commons              | Ve čtvrti Drahovice blízko rozvodny ZČE. |
| Hrušeň v Drahovicích          | Hrušen v Drahovicích                                                      | Drahovice 50°14′4″ s. š., 12°53′38″ v. d.                  | hrušeň planá                                  | 370 | 105370 Q16632544  | Kategorie „Hrušeň v Drahovicích“ na Wikimedia Commons           | Vedle komunikace vedoucí podél zahrádkářské kolonie cca 50 m JJZ od jižního okraje domu s pečovatelskou službou. |
| Stromořadí princezny Marie    | Stromořadí princezny Marie                                                | Hlinky 50°6′42″ s. š., 12°51′55″ v. d.                     | lípa velkolistá (69)                          | & Chyba ve výrazu: Neočekávaný operátor / Chyba ve výrazu: Neočekávaný operátor / Chyba ve výrazu: Neočekávaný operátor / Chyba ve výrazu: Neočekávaný operátor / Chyba ve výrazu: Neočekávaný operátor / Chyba ve výrazu: Neočekávaný operátor / Chyba ve výrazu: Neočekávaný operátor / Chyba ve výrazu: Neočekávaný operátor / Chyba ve výrazu: Neočekávaný operátor / Chyba ve výrazu: Neočekávaný operátor / Chyba ve výrazu: Neočekávaný operátor / Chyba ve výrazu: Neočekávaný operátor / Chyba ve výrazu: Neočekávaný operátor / Chyba ve výrazu: Neočekávaný operátor / Chyba ve výrazu: Neočekávaný operátor / -1.0000-0 | 102514 Q18327795  | Kategorie „Stromořadí princezny Marie“ na Wikimedia Commons     | Stromořadí tvořená 69 lipamu se nachází na okraji lesa. |
| Lípa v Horním Žďáru           | Lípa u křížku                                                             | Horní Žďár u Ostrova 50°20′8″ s. š., 12°56′59″ v. d.       | lípa malolistá                                | 526 | 102492 Q20057759  | Kategorie „Lípa v Horním Žďáru“ na Wikimedia Commons            | U včelína nad Arnoldovskou cestou. |
| Chodovský buk                 |                                                                           | Chodov u Bečova nad Teplou 50°4′11″ s. š., 12°51′47″ v. d. | buk lesní                                     | 420 | 102532 Q17295708  | Kategorie „Chodovský buk“ na Wikimedia Commons                  | V obci u prodejny proti bývalé škole. |
| Buk na Starém Jelení          | Buk na Starém Jelení                                                      | Jáchymov 50°21′47″ s. š., 12°51′28″ v. d.                  | buk lesní                                     | 600 | 102498 Q21034341  | Kategorie „Buk na Starém Jelení“ na Wikimedia Commons           | V lesním porostu na Starém Jelení. |
| Lípy u kapličky               | Lípy u kapličky                                                           | Jáchymov 50°21′28″ s. š., 12°53′16″ v. d.                  | lípa malolistá (3)                            | & Chyba ve výrazu: Neočekávaný operátor / Chyba ve výrazu: Neočekávaný operátor / Chyba ve výrazu: Neočekávaný operátor / Chyba ve výrazu: Neočekávaný operátor / Chyba ve výrazu: Neočekávaný operátor / Chyba ve výrazu: Neočekávaný operátor / Chyba ve výrazu: Neočekávaný operátor / Chyba ve výrazu: Neočekávaný operátor / Chyba ve výrazu: Neočekávaný operátor / Chyba ve výrazu: Neočekávaný operátor / Chyba ve výrazu: Neočekávaný operátor / Chyba ve výrazu: Neočekávaný operátor / Chyba ve výrazu: Neočekávaný operátor / Chyba ve výrazu: Neočekávaný operátor / Chyba ve výrazu: Neočekávaný operátor / -1.0000-0 | 102503 Q21034351  | Kategorie „Lípy u kapličky“ na Wikimedia Commons                | V místní části Mariánská u kapličky rostou tři památné lípy. Stromy mají obvody kmenů 423, 425 a 495 cm. |
| Mariánská lípa                | Mariánská lípa                                                            | Jáchymov 50°21′22″ s. š., 12°53′8″ v. d.                   | lípa malolistá                                | 504 | 102500 Q21034354  | Kategorie „Mariánská lípa“ na Wikimedia Commons                 | Památná lípa roste v areálu ČOV. |
| Majvalův dub                  | Majvalův Dub                                                              | Jenišov 50°13′36″ s. š., 12°48′8″ v. d.                    | dub letní                                     | 512 | 102504 Q18600511  | Kategorie „Majvalův dub“ na Wikimedia Commons                   | Ve východní části obce v zahradě poblíž novostavby rodinného domu. |
| Dub U Vorlů                   | Dub u Vorlů                                                               | Jenišov 50°13′32″ s. š., 12°47′55″ v. d.                   | dub letní                                     | 390 | 104602 Q18600510  | Kategorie „Dub u Vorlů“ na Wikimedia Commons                    | Ve středu obce v areálu firmy. |
| Jenišovský dub                | Jenišovský dub                                                            | Jenišov 50°13′36″ s. š., 12°47′55″ v. d.                   | dub letní                                     | 357 | 104605 Q18600513  | Kategorie „Jenišovský dub“ na Wikimedia Commons                 | Dub roste v obci poblíž obecního úřadu. |
| Buky hraběte Chotka †         | Buky hraběte Chotka                                                       | Karlovy Vary 50°12′47″ s. š., 12°52′7″ v. d.               | buk lesní (2)                                 | & Chyba ve výrazu: Neočekávaný operátor / Chyba ve výrazu: Neočekávaný operátor / Chyba ve výrazu: Neočekávaný operátor / Chyba ve výrazu: Neočekávaný operátor / Chyba ve výrazu: Neočekávaný operátor / Chyba ve výrazu: Neočekávaný operátor / Chyba ve výrazu: Neočekávaný operátor / Chyba ve výrazu: Neočekávaný operátor / Chyba ve výrazu: Neočekávaný operátor / Chyba ve výrazu: Neočekávaný operátor / Chyba ve výrazu: Neočekávaný operátor / Chyba ve výrazu: Neočekávaný operátor / Chyba ve výrazu: Neočekávaný operátor / Chyba ve výrazu: Neočekávaný operátor / Chyba ve výrazu: Neočekávaný operátor / -1.0000-0 | 106074 Q26779240  | Kategorie „Buky hraběte Chotka“ na Wikimedia Commons            | cca 100 m jihozápadně od chaty Kazatelna. Ochrana zrušena 14.02.2019. |
| Jesínská lípa                 | Jesínská lípa                                                             | Jesínky 50°6′44″ s. š., 13°3′35″ v. d.                     | lípa velkolistá                               | 535 | 102513 Q26787697  | Kategorie „Jesínská lípa“ na Wikimedia Commons                  | V obci na návsi u příjezdové nezpevněné cesty. |
| Dvořákův platan               | Dvořákův platan                                                           | Karlovy Vary 50°13′40″ s. š., 12°52′45″ v. d.              | platan javorolistý                            | 472 | 102533 Q11836940  | Kategorie „Dvořákův platan“ na Wikimedia Commons                | Ve východní části Dvořákových sadů. |
| Buk zamilovaných †            | Buk zamilovaných                                                          | Karlovy Vary 50°13′23″ s. š., 12°52′43″ v. d.              | buk lesní                                     | 383 | 105978 Q26790600  | Kategorie „Buk zamilovaných“ na Wikimedia Commons               | V blízkosti kavárny Jelení skok. Ochrana byla zrušena 2. února 2021. |
| Dub Jana Ámose Komenského     | Dub Jana Ámose Komenského                                                 | Karlovy Vary 50°14′12″ s. š., 12°53′16″ v. d.              | dub letní                                     | 257 | 105998 Q23766320  | Kategorie „Dub Jana Ámose Komenského“ na Wikimedia Commons      | V místní části Drahovice na p.č. 85 |
| Duby u Richmondu              | Duby u Richmondu                                                          | Karlovy Vary 50°12′58″ s. š., 12°53′35″ v. d.              | dub letní (3)                                 | & Chyba ve výrazu: Neočekávaný operátor / Chyba ve výrazu: Neočekávaný operátor / Chyba ve výrazu: Neočekávaný operátor / Chyba ve výrazu: Neočekávaný operátor / Chyba ve výrazu: Neočekávaný operátor / Chyba ve výrazu: Neočekávaný operátor / Chyba ve výrazu: Neočekávaný operátor / Chyba ve výrazu: Neočekávaný operátor / Chyba ve výrazu: Neočekávaný operátor / Chyba ve výrazu: Neočekávaný operátor / Chyba ve výrazu: Neočekávaný operátor / Chyba ve výrazu: Neočekávaný operátor / Chyba ve výrazu: Neočekávaný operátor / Chyba ve výrazu: Neočekávaný operátor / Chyba ve výrazu: Neočekávaný operátor / -1.0000-0 | 105985 Q23712731  | Kategorie „Duby u Richmondu“ na Wikimedia Commons               | Ve svahu za hotelem Richmond |
| Sadový platan                 | Sadový platan                                                             | Karlovy Vary 50°13′40″ s. š., 12°52′37″ v. d.              | platan javorolistý                            | 452 | 102502 Q12050808  | Kategorie „Sadový platan“ na Wikimedia Commons                  | Ve východní části Dvořákových sadů, poblíž zpevněný chodník směrem na vřídelní kolonádu. |
| Kozlovská lípa                | Lípa rostoucí u kostela v obci Kozlov.                                    | Kozlov 50°6′27″ s. š., 13°1′32″ v. d.                      | lípa malolistá                                | 430 | 102506 Q20968668  | Kategorie „Kozlovská lípa“ na Wikimedia Commons                 | V obci u hřbitovní zdi kostela Nanebevzetí Panny Marie, poslední z původního stromořadí. |
| Břek u Horního hradu          | Břek u Horního hradu                                                      | Krásný Les 50°20′58″ s. š., 13°1′16″ v. d.                 | jeřáb břek                                    | 240 | 102539 Q11706846  | Kategorie „Břek u Horního hradu“ na Wikimedia Commons           | Na svahu, v severním cípu u Horního hradu. |
| Buk k Osvinovu                | Buk k Osvinovu                                                            | Krásný Les 50°21′4″ s. š., 13°1′15″ v. d.                  | buk lesní                                     | 415 | 102537 Q26787702  | Kategorie „Buk k Osvinovu“ na Wikimedia Commons                 | Výrazný roh, okraj porostu. |
| Damická lípa u potoka         | Damická lípa u potoka                                                     | Krásný Les 50°19′58″ s. š., 13°0′56″ v. d.                 | lípa velkolistá                               | 600 | 105231 Q26789741  | Kategorie „Damická lípa u potoka“ na Wikimedia Commons          | Hraniční strom mezi pozemky u potoka, v místní části Damice. |
| Duby u Panské louky           | Duby u Panské louky                                                       | Krásný Les 50°20′43″ s. š., 13°1′18″ v. d.                 | dub zimní (8)                                 | & Chyba ve výrazu: Neočekávaný operátor / Chyba ve výrazu: Neočekávaný operátor / Chyba ve výrazu: Neočekávaný operátor / Chyba ve výrazu: Neočekávaný operátor / Chyba ve výrazu: Neočekávaný operátor / Chyba ve výrazu: Neočekávaný operátor / Chyba ve výrazu: Neočekávaný operátor / Chyba ve výrazu: Neočekávaný operátor / Chyba ve výrazu: Neočekávaný operátor / Chyba ve výrazu: Neočekávaný operátor / Chyba ve výrazu: Neočekávaný operátor / Chyba ve výrazu: Neočekávaný operátor / Chyba ve výrazu: Neočekávaný operátor / Chyba ve výrazu: Neočekávaný operátor / Chyba ve výrazu: Neočekávaný operátor / -1.0000-0 | 102518 Q26790986  | Kategorie „Duby u Panské louky“ na Wikimedia Commons            | 8 chráněných stromů roste v obci Horní Hrad proti křižovatce na Osvinov. |
| Anežská lípa                  | Anežská lípa                                                              | Krásný les 50°20′58″ s. š., 12°59′47″ v. d.                | lípa malolistá                                | 395 | 106120 Q26790810  | Kategorie „Anežská lípa“ na Wikimedia Commons                   | Na severním okraji obce v zahradě u čp. 32 |
| Jasan u kovárny               | Jasan u kovárnya                                                          | Krásný Les 50°20′51″ s. š., 13°1′10″ v. d.                 | jasan ztepilý                                 | 473 | 105894 Q26790510  | Kategorie „Jasan u kovárny“ na Wikimedia Commons                | V místní části Horní Hrad, hraniční strom při vstupu z komunikace na pozemek |
| Květnovská lípa               | Květnovská lípa                                                           | Květnová 50°19′48″ s. š., 12°58′47″ v. d.                  | lípa velkolistá                               | 454 | 104617 Q26789285  | Kategorie „Květnovská lípa“ na Wikimedia Commons                | V obci u potoka. |
| Topol v Lažanech †            |                                                                           | Lažany u Štědré 50°3′45″ s. š., 13°6′3″ v. d.              | topol černý                                   | 410 | 102524 Q12059404  |                                                                 | Topol se nacházel v zatáčce při silnici směrem na Brložec. Status památného stromu zrušen k 8. září 2006. |
| Lípa u Hroníka                | Lípa u Hroníka                                                            | Luhov u Toužimi 50°2′15″ s. š., 13°2′21″ v. d.             | lípa malolistá                                | 410 | 105758 Q26790310  | Kategorie „Lípa u Hroníka“ na Wikimedia Commons                 | V blízkosti Dolního Luhovského rybníka v prostoru bývalého mlýna. |
| Hrzínská lípa                 | Hrzínská lípa                                                             | Malý Hrzín 50°22′32″ s. š., 13°4′24″ v. d.                 | lípa velkolistá                               | 407 | 104803 Q24459559  | Kategorie „Hrzínská lípa“ na Wikimedia Commons                  | Hraniční strom mezi pozemky v místní části Malý Hrzín před čp. 133. |
| Winklerův jasan               | Winklerův jasan                                                           | Merklín 50°21′8″ s. š., 12°52′15″ v. d.                    | jasan ztepilý                                 | 364 | 105895 Q21039142  | Kategorie „Winklerův jasan“ na Wikimedia Commons                | U silnice mezi osadami Lípa a Mariánská u samoty ev. č. 14 |
| Merklínský javor              | Merklínský javor                                                          | Merklín 50°19′51″ s. š., 12°51′34″ v. d.                   | javor klen                                    | 320 | 106140 Q29418676  | Kategorie „Merklínský javor“ na Wikimedia Commons               | Na zahradě pensionu pro důchodce v obci Merklím. |
| Mezirolská lípa               | Mezirolská lípa                                                           | Mezirolí 50°16′6″ s. š., 12°49′34″ v. d.                   | lípa malolistá                                | 276 | 104924 Q20428118  | Kategorie „Mezirolská lípa“ na Wikimedia Commons                | V soukromé zahradě. |
| Kolešovský jasan              |                                                                           | Močidlec 50°3′55″ s. š., 13°12′19″ v. d.                   | jasan ztepilý                                 | 307 | 105807 Q22345798  | Kategorie „Kolešovský jasan“ na Wikimedia Commons               | Jihovýchodně od vsi Kolešov uprostřed louky. Pod stromem je tzv. Polní kříž. |
| Javor u Hanáků                |                                                                           | Nejdek 50°19′35″ s. š., 12°43′51″ v. d.                    | javor klen                                    | 306 | 104755 Q17311906  | Kategorie „Javor u Hanáků“ na Wikimedia Commons                 | V ulici Závodu míru v blízkosti čp. 858. |
| Buková alej v ulici Pod Lesem | Buková alej v ulici Pod lesem                                             | Nejdek 50°19′35″ s. š., 12°42′41″ v. d.                    | buk lesní (11)                                | & Chyba ve výrazu: Neočekávaný operátor / Chyba ve výrazu: Neočekávaný operátor / Chyba ve výrazu: Neočekávaný operátor / Chyba ve výrazu: Neočekávaný operátor / Chyba ve výrazu: Neočekávaný operátor / Chyba ve výrazu: Neočekávaný operátor / Chyba ve výrazu: Neočekávaný operátor / Chyba ve výrazu: Neočekávaný operátor / Chyba ve výrazu: Neočekávaný operátor / Chyba ve výrazu: Neočekávaný operátor / Chyba ve výrazu: Neočekávaný operátor / Chyba ve výrazu: Neočekávaný operátor / Chyba ve výrazu: Neočekávaný operátor / Chyba ve výrazu: Neočekávaný operátor / Chyba ve výrazu: Neočekávaný operátor / -1.0000-0 | 104756 Q18249365  | Kategorie „Buková alej v ulici Pod Lesem“ na Wikimedia Commons  | 11 chráněných stromů roste podél místní nezpevněné komunikace v ulici Pod Lesem. |
| Lípa u kapličky               | Lípa u kapličky v Nivách                                                  | Nivy 50°16′44″ s. š., 12°50′46″ v. d.                      | lípa malolistá                                | 405 | 102510 Q26787696  | Kategorie „Lípa u kapličky (Nivy)“ na Wikimedia Commons         | Ve středu osady u kapličky. |
| Jabloň v aleji                | Jabloň v aleji                                                            | Nová Kyselka 50°15′10″ s. š., 12°59′1″ v. d.               | jabloň                                        | 252 | 105281 Q26789762  | Kategorie „Jabloň v aleji“ na Wikimedia Commons                 | V aleji u komunikace do obce. |
| Lípa u hřbitova               | Lípa u hřbitova (Nová Role)                                               | Nová Role 50°16′28″ s. š., 12°47′31″ v. d.                 | lípa malolistá                                | 404 | 102501 Q20159309  | Kategorie „Lípa u hřbitova (Nová Role)“ na Wikimedia Commons    | V obci u příjezdové komunikace ke hřbitovu u křížku. |
| Včelí dub                     | Včelí dub                                                                 | Nová Role 50°16′24″ s. š., 12°48′10″ v. d.                 | dub letní                                     | 398 | 106473 Q107751752 | Kategorie „Včelí dub“ na Wikimedia Commons                      | Poblíž cyklostezky vedoucí z Nové Role do Mezirolí. |
| Javor na Hofberku             |                                                                           | Nové Hamry 50°22′8″ s. š., 12°42′56″ v. d.                 | javor klen                                    | 340 | 102531 Q17416379  | Kategorie „Javor na Hofberku“ na Wikimedia Commons              | Na křižovatce cest na Hofberku u Nových Hamrů. |
| Lípa v Odolenovicích          | Lípa v Odolenovicích                                                      | Odolenovice 50°4′57″ s. š., 12°55′22″ v. d.                | lípa velkolistá                               | 485 | 102520 Q26161582  | Kategorie „Odolenovická lípa“ na Wikimedia Commons              | Na východním okraji návsi, mezi krajem silnice a zbytky bývalé zdi. |
| Lípa u křížku                 | Lípa u křížku                                                             | Olšová Vrata 50°12′30″ s. š., 12°55′0″ v. d.               | lípa malolistá                                | 360 | 102529 Q18042629  | Kategorie „Lípa u křížku (Olšová Vrata)“ na Wikimedia Commons   | U silnice ve středu čtvrti Olšová Vrata, u křižovatky směr Karlovy Vary a letiště – Kolová. |
| Arnoldovská lípa              | Arnoldovská lípa                                                          | Ostrov 50°21′5″ s. š., 12°57′8″ v. d.                      | lípa velkolistá                               | 602 | 105920 Q26790537  | Kategorie „Arnoldovská lípa“ na Wikimedia Commons               | V bývalé zahradě u zaniklé budovy v zaniklé osadě pod komunikací |
| Lípa v Osvinově               |                                                                           | Osvinov 50°21′19″ s. š., 13°1′58″ v. d.                    | lípa velkolistá                               | 305 | 102528 Q26787700  | Kategorie „Lípa v Osvinově“ na Wikimedia Commons                | Na východním okraji návsi, mezi krajem silnice a zbytky bývalé zdi. |
| Břek v Pekelském údolí        |                                                                           | Peklo 50°21′24″ s. š., 13°2′23″ v. d.                      | jeřáb břek                                    | 195 | 102538 Q26787703  |                                                                 | Na okraji lesa a starého sadu. |
| Pekelská lípa †               |                                                                           | Peklo                                                      | lípa velkolistá                               | 427 | 102527            |                                                                 | Strom rostl u vodoteče za stavením. K 20. dubnu 2007 byl status památného stromu zrušen. |
| Pekelská lípa II.             | Pekelská lípa II.                                                         | Peklo 50°21′20″ s. š., 13°2′23″ v. d.                      | lípa velkolistá                               | 492 | 105308 Q26789779  | Kategorie „Pekelská lípa II.“ na Wikimedia Commons              | V místní části Peklo, u stodoly nad potokem. |
| Pekelský buk                  | Pekelský buk                                                              | Peklo 50°20′49″ s. š., 13°3′26″ v. d.                      | buk lesní                                     | 423 | 102526 Q26787699  | Kategorie „Pekelský buk“ na Wikimedia Commons                   | Na pastvině při cestě na Nebesa. |
| Vetešníkův jasan v Perninku   | Vetešníkův jasan v Perninku                                               | Pernink 50°21′57″ s. š., 12°47′1″ v. d.                    | jasan ztepilý                                 | 366 | 105730 Q20755689  | Kategorie „Vetešníkův jasan v Perninku“ na Wikimedia Commons    | Hraniční strom v obci u komunikace před čp. 205. |
| Jilm v Perninku               | Jilm v Perninku                                                           | Pernink 50°22′6″ s. š., 12°46′56″ v. d.                    | jilm horský                                   | 118 | 105196 Q20755660  | Kategorie „Jilm v Perninku“ na Wikimedia Commons                | U křižovatky komunikací v obci v bývalé církevní zahradě. |
| Počerenský dub                | Počerenský dub                                                            | Počerny 50°14′12″ s. š., 12°48′33″ v. d.                   | dub letní                                     | 405 | 102509 Q22345982  | Kategorie „Počerenský dub“ na Wikimedia Commons                 | Na návsi, jižně od rybníčka, za panelovým domem. |
| Dolní Popovská lípa           | Dolní Popovská lípa                                                       | Popov u Jáchymova 50°20′22″ s. š., 12°55′15″ v. d.         | lípa velkolistá                               | 952 | 102541 Q11816824  | Kategorie „Dolní Popovská lípa“ na Wikimedia Commons            | V zaniklé obci Popov u cesty. |
| Horní Popovská lípa           | Horní Popovská lípa                                                       | Popov u Jáchymova 50°20′25″ s. š., 12°55′9″ v. d.          | lípa malolistá                                | 881 | 102542 Q12020240  | Kategorie „Horní Popovská lípa“ na Wikimedia Commons            | V zaniklé obci Popov, u včelína. |
| Popovská bříza                | Bříza bělokorá v zaniklé obci Popov                                       | Popov u Jáchymova 50°20′26″ s. š., 12°55′9″ v. d.          | bříza bělokorá                                | 282 | 102508 Q12046397  | Kategorie „Popovská bříza“ na Wikimedia Commons                 | V zaniklé obci Popov, nedaleko Horní Popovské lípy. |
| Popovský jasan                | Popovský jasan                                                            | Popov u Jáchymova 50°20′16″ s. š., 12°55′4″ v. d.          | jasan ztepilý                                 | 675 | 102507 Q12046396  | Kategorie „Popovský jasan“ na Wikimedia Commons                 | V zaniklé obci Popov, severozápadně od Popovského kříže. Jasan byl vyhlášen stromem roku 2002. |
| Maxův javor u Kozího potoka   | Maxův javor u Kozího potoka                                               | Potůčky 50°25′13″ s. š., 12°44′29″ v. d.                   | javor klen                                    | 500 | 102496 Q20755706  | Kategorie „Maxův javor u Kozího potoka“ na Wikimedia Commons    | V místní části Stráň, u chalupy nad Kozím potokem. |
| Lípa u benzinové stanice      | Lípa u benzinové stanice                                                  | Pozorka u Nejdku 50°19′3″ s. š., 12°45′2″ v. d.            | lípa malolistá                                | 461 | 104757 Q18249520  | Kategorie „Lípa u benzinové stanice“ na Wikimedia Commons       | U benzinové stanice. |
| Pozorecká borovice            | Pozorecká borovice                                                        | Pozorka u Nejdku 50°18′39″ s. š., 12°45′20″ v. d.          | borovice lesní                                | 225 | 104758 Q18249592  | Kategorie „Pozorecká borovice“ na Wikimedia Commons             | Na svahu u komunikace spojující Pozorku a Suchou, cca 100 m od rybníka. |
| Prohořská lípa                | Prohořská lípa                                                            | Prohoř 50°2′5″ s. š., 13°6′8″ v. d.                        | lípa velkolistá                               | 410 | 102525 Q26787698  | Kategorie „Prohořská lípa“ na Wikimedia Commons                 | Na louce za obcí v blízkosti komunikace směrem na Hrádek. |
| Lípy u kostela                | Lípy u kostela v Přílezech                                                | Přílezy 50°5′26″ s. š., 12°56′29″ v. d.                    | lípa malolistá (3)                            | & Chyba ve výrazu: Neočekávaný operátor / Chyba ve výrazu: Neočekávaný operátor / Chyba ve výrazu: Neočekávaný operátor / Chyba ve výrazu: Neočekávaný operátor / Chyba ve výrazu: Neočekávaný operátor / Chyba ve výrazu: Neočekávaný operátor / Chyba ve výrazu: Neočekávaný operátor / Chyba ve výrazu: Neočekávaný operátor / Chyba ve výrazu: Neočekávaný operátor / Chyba ve výrazu: Neočekávaný operátor / Chyba ve výrazu: Neočekávaný operátor / Chyba ve výrazu: Neočekávaný operátor / Chyba ve výrazu: Neočekávaný operátor / Chyba ve výrazu: Neočekávaný operátor / Chyba ve výrazu: Neočekávaný operátor / -1.0000-0 | 102522 Q26779243  | Kategorie „Lípy u kostela v Přílezech“ na Wikimedia Commons     | Tři památné lípy rostou v obci u kostela. Obvody jejich kmenů jsou 235, 240 a 352 cm. |
| Dub v Radyni                  |                                                                           | Radyně 50°3′51″ s. š., 13°2′13″ v. d.                      | dub letní                                     | 312 | 105544 Q26790121  | Kategorie „Dub v Radyni“ na Wikimedia Commons                   | Dub roste na návsi ve středu obce. |
| Smuteční buk u školy          | Smuteční buk u školy                                                      | Sadov 50°16′17″ s. š., 12°53′27″ v. d.                     | buk lesní převislý                            | 188 | 105999 Q26790611  | Kategorie „Smuteční buk u školy“ na Wikimedia Commons           | V Sadově na p.č. 185 |
| Buky u Sedlečka               | Buky u Sedlečka                                                           | Sedlečko u Karlových Varů 50°14′0″ s. š., 12°57′14″ v. d.  | buk lesní (2)                                 | 580 | 102521 Q18327735  | Kategorie „Buky u Sedlečka“ na Wikimedia Commons                | Jihozápadně od osady mezi zemědělskými pozemky a zanikající vodní nádrží. Původně tu rostly dva chráněné stromy, ale z jednoho z nich už byla zrušena ochrana. |
| Lípa v Srní                   | Lípa v Srní                                                               | Srní u Boče 50°22′33″ s. š., 13°3′22″ v. d.                | lípa malolistá                                | 670 | 104691 Q24459612  | Kategorie „Lípa v Srní“ na Wikimedia Commons                    | Hraniční strom u potoka v obci. |
| Buk u Stráže                  | Buk u Stráže                                                              | Stráž nad Ohří 50°20′29″ s. š., 13°2′41″ v. d.             | buk lesní                                     | 423 | 102535 Q26787701  | Kategorie „Buk u Stráže“ na Wikimedia Commons                   | Zlom terénu napravo od Pekelského potoka. |
| Slavibojův břek               | Slavibojův břek                                                           | Stráž nad Ohří 50°20′30″ s. š., 13°2′37″ v. d.             | jeřáb břek                                    | 180 | 104634 Q26789296  | Kategorie „Slavibojův břek“ na Wikimedia Commons                | Na strmém svahu mezi pastvinami u Stráže nad Ohří. |
| Lípa ve Stráži                | Lípa ve Stráži                                                            | Stráž nad Ohří 50°20′18″ s. š., 13°3′7″ v. d.              | lípa velkolistá                               | 455 | 104804 Q24282815  | Kategorie „Lípa ve Stráži“ na Wikimedia Commons                 | V obci před objektem čp. 6 v proluce vlevo od hlavní silnice Ostrov – Chomutov. |
| Svinovské duby                | Svinovské duby                                                            | Svinov u Toužimi 50°6′3″ s. š., 12°58′54″ v. d.            | dub letní (2)                                 | 309 392 | 104620 Q26779245  | Kategorie „Svinovské duby“ na Wikimedia Commons                 | Dva památné duby rostou na návsi proti kostelu. Obvody kmenů jsou 290 a 376 cm. |
| Dub u Nešporů                 | Dub u Nešporů                                                             | Tašovice 50°12′58″ s. š., 12°49′3″ v. d.                   | dub letní                                     | 365 | 104642 Q18600509  | Kategorie „Dub u Nešporů“ na Wikimedia Commons                  | V zahradě u rodinného domu v blízkosti silnice Doubí – Jenišov. |
| Žalman                        | Žalman                                                                    | Tašovice 50°12′52″ s. š., 12°48′47″ v. d.                  | dub letní                                     | 394 | 104607 Q18600514  | Kategorie „Žalman (památný strom)“ na Wikimedia Commons         | V obci v zahradě, Hradištní ulice č. 109. |
| Čtveřice lip srdčitých u Zimů | Čtveřice lip srdčitých u Zimů                                             | Tisová u Nejdku 50°19′59″ s. š., 12°44′3″ v. d.            | lípa malolistá (4)                            | & Chyba ve výrazu: Neočekávaný operátor / Chyba ve výrazu: Neočekávaný operátor / Chyba ve výrazu: Neočekávaný operátor / Chyba ve výrazu: Neočekávaný operátor / Chyba ve výrazu: Neočekávaný operátor / Chyba ve výrazu: Neočekávaný operátor / Chyba ve výrazu: Neočekávaný operátor / Chyba ve výrazu: Neočekávaný operátor / Chyba ve výrazu: Neočekávaný operátor / Chyba ve výrazu: Neočekávaný operátor / Chyba ve výrazu: Neočekávaný operátor / Chyba ve výrazu: Neočekávaný operátor / Chyba ve výrazu: Neočekávaný operátor / Chyba ve výrazu: Neočekávaný operátor / Chyba ve výrazu: Neočekávaný operátor / -1.0000-0 | 104759 Q24576394  | Kategorie „Čtveřice lip srdčitých u Zimů“ na Wikimedia Commons  | 4 památné stromy rostou na travnaté ploše před čp. 152 na jižním konci Tisové. |
| Buk u Lachovic                | Buk u Lachovic                                                            | Lachovice 50°5′6″ s. š., 13°2′21″ v. d.                    | buk lesní                                     | 330 | 106075 Q26790696  | Kategorie „Buk u Lachovic“ na Wikimedia Commons                 | Na pozemku p.č. 1088/6 u kapličky svaté Anny v Lachovicích |
| Tuhnické lípy                 | Tuhnické lípy                                                             | Tuhnice 50°13′19″ s. š., 12°50′33″ v. d.                   | lípa malolistá (2)                            | 352 232 | 102499 Q18511444  | Kategorie „Tuhnické lípy“ na Wikimedia Commons                  | Dvě pammátné lípy rostou nedaleko zahrádkářské kolonie, garáží a areálu firmy České nemovitosti a. s. |
| Jedle pod Hůrkou              |                                                                           | Útvina 50°6′23″ s. š., 12°53′1″ v. d.                      | jedle bělokorá                                | 355 | 105980 Q20428009  | Kategorie „Jedle pod Hůrkou“ na Wikimedia Commons               | V lesním porostu v k.ú. Český Chloumek ppč. 369/1 |
| Hraniční duby                 |                                                                           | Valeč v Čechách 50°10′44″ s. š., 13°16′36″ v. d.           | dub letní (2)                                 | 513 531 | 102511 Q26779249  | Kategorie „Valečské duby“ na Wikimedia Commons                  | Dva památné stromy s obvody kmenů 500 a 520 cm. |
| Vojkovická lípa               | Vojkovická lípa                                                           | Vojkovice nad Ohří 50°18′13″ s. š., 13°1′12″ v. d.         | lípa malolistá                                | 660 | 102491 Q26787694  | Kategorie „Vojkovická lípa“ na Wikimedia Commons                | Na pravém břehu Ohře nad studánkou pod skálou. |
| Zbraslavské lípy a javory     | Lípy a javor u božích muk u silnice mezi Zbraslaví a Štědrou.             | Zbraslav u Štědré 50°2′24″ s. š., 13°8′19″ v. d.           | javor mléč (2) lípa malolistá (1) původně (2) | & Chyba ve výrazu: Neočekávaný operátor / Chyba ve výrazu: Neočekávaný operátor / Chyba ve výrazu: Neočekávaný operátor / Chyba ve výrazu: Neočekávaný operátor / Chyba ve výrazu: Neočekávaný operátor / Chyba ve výrazu: Neočekávaný operátor / Chyba ve výrazu: Neočekávaný operátor / Chyba ve výrazu: Neočekávaný operátor / Chyba ve výrazu: Neočekávaný operátor / Chyba ve výrazu: Neočekávaný operátor / Chyba ve výrazu: Neočekávaný operátor / Chyba ve výrazu: Neočekávaný operátor / Chyba ve výrazu: Neočekávaný operátor / Chyba ve výrazu: Neočekávaný operátor / Chyba ve výrazu: Neočekávaný operátor / -1.0000-0 | 102517 Q26779250  | Kategorie „Zbraslavské lípy a javory“ na Wikimedia Commons      | 3 (původně 4) památné stromy rostou kolem božích muk u silnice pod Zbraslaví směrem na Borek. |
| Žalmanovská lípa              | Žalmanovská lípa                                                          | Žalmanov 50°11′35″ s. š., 12°58′36″ v. d.                  | lípa malolistá                                | 466 | 105374 Q19825870  | Kategorie „Žalmanovská lípa“ na Wikimedia Commons               | V aleji podél místní komunikace. |
| Jakoubkova lípa               |                                                                           | Žlutice 50°5′39″ s. š., 13°9′31″ v. d.                     | lípa velkolistá                               | 365 | 105760 Q25713026  | Kategorie „Jakoubkova lípa“ na Wikimedia Commons                | Na okraji sportovní plochy na severozápadním kraji města. |
| Mikulášské lípy               | Mikulášské lípy                                                           | Žlutice 50°5′47″ s. š., 13°8′45″ v. d.                     | lípa malolistá (8)                            | & Chyba ve výrazu: Neočekávaný operátor / Chyba ve výrazu: Neočekávaný operátor / Chyba ve výrazu: Neočekávaný operátor / Chyba ve výrazu: Neočekávaný operátor / Chyba ve výrazu: Neočekávaný operátor / Chyba ve výrazu: Neočekávaný operátor / Chyba ve výrazu: Neočekávaný operátor / Chyba ve výrazu: Neočekávaný operátor / Chyba ve výrazu: Neočekávaný operátor / Chyba ve výrazu: Neočekávaný operátor / Chyba ve výrazu: Neočekávaný operátor / Chyba ve výrazu: Neočekávaný operátor / Chyba ve výrazu: Neočekávaný operátor / Chyba ve výrazu: Neočekávaný operátor / Chyba ve výrazu: Neočekávaný operátor / -1.0000-0 | 102516 Q26779246  | Kategorie „Mikulášské lípy“ na Wikimedia Commons                | U kostela sv. Mikuláše; 2 lípy (původně jich bylo 10) skáceny 1. ledna 1995 – zrušovací rozhodnutí nedoručeno. |
| Žlutický dub                  | Žlutický dub                                                              | Žlutice 50°5′24″ s. š., 13°9′52″ v. d.                     | dub letní                                     | 335 | 102523 Q25906062  | Kategorie „Žlutický dub“ na Wikimedia Commons                   | V obci za kostelem. |